# Nicanor Abelardo
Nicanor Sta. Ana Abelardo (7 de febrero de 1893 – 21 de marzo de 1934) fue un compositor filipino conocido por sus canciones de estilo Kundiman.

## Biografía
Abelardo nació en San Miguel de Mayumo, Bulacan. Su madre procedía de una familia de artistas de Guagua y fue su padre el que le inició en la música a la edad de cinco años enseñándole solfeo y a tocar la bandurria. A los ocho años compuso su primera obra, un vals titulado Ang Unang BUKO, que dedicó a su abuela. A los trece años comenzó a tocar en salones y cabarets de Manila. Cuando contaba 15 años enseñaba en las escuelas del barrio de San Ildefonso y San Miguel Bulacan.  Recibió clases con Guy F.Harrison y Robert Schofield en el Conservatorio de Música de la Universidad de Filipinas. En el año 1924 fue nombrado jefe del departamento de composición en el mismo conservatorio. Años más tarde creó un internado para jóvenes músicos y entre ellos cabe destacar a Antonio Buenaventura, Alfredo Lozano y Sacramento Lucino.
En el campo de la composición es conocido por su redefinición de la kundiman. Entre sus obras destacan,  Nasaan Ka Irog, Magbalik Ka Hirang e Himutok. Murió en 1934 a la edad de 41 años, dejando una colección de más de 140 obras.
Compuso el himno oficial de la Universidad de Filipinas y el edificio que alberga la Escuela de Música de la UP Dilman (Abelardo Hall) lleva su nombre. Asimismo el teatro principal del Centro Cultural de Filipinas, es denominado en su honor, Tanghalang Nicanor Abelardo.

## Obras
- 1937 - Nasaan ka, Irog (música)
- 1937 - Bituing Marikit (Sampaguita) (música)